# Juan Nepomuceno Méndez

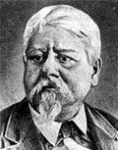
Juan Nepomuceno Méndez

Juan Nepomuceno Méndez född 2 juli 1820 i Tetela de Ocampo, Puebla, död 29 november 1894 i Mexico City, var militär och mexikansk president 1876 - 1877.
Méndez var en av de så kallade hjältarna från 5 maj 1862 som stoppade den franska invasionen i Puebla. Hans presidentskap var en manöver från hans vapenbroder Porfirio Díaz för att hålla presidentstolen varm under två månader.